# Анохино (Ковровский район)
Анохино — деревня в Ковровском районе Владимирской области России, входит в состав Новосельского сельского поселения.

## География
Деревня расположена в 21 км на юг от центра поселения посёлка Новый и в 24 км на юго-запад от райцентра города Ковров.

## История
В XIX — первой четверти XX века деревня входила в состав Клюшниковской волости Ковровского уезда. В 1859 году в деревне числилось 18 дворов, в 1905 году — 21 дворов, в 1926 году — 35 дворов.
С 1929 года деревня входила в состав Клюшниковского сельсовета Ковровского района, с 1972 года — в составе Новосельского сельсовета, с 2005 года — в составе Новосельского сельского поселения.

## Население
| 1859 | 1905 | 1926 | 2002 | 2010 | 2021 |
| ---- | ---- | ---- | ---- | ---- | ---- |
| 167  | ↘152 | ↗176 | ↘2   | ↗3   | ↗22  |